# Daviesa gallonae
Espèce
Synonymes
- Malala gallonae Davies, 1993

Daviesa gallonae est une espèce d'araignées aranéomorphes de la famille des Amaurobiidae.

## Distribution
Cette espèce est endémique du Queensland en Australie.

## Description
La carapace de la femelle holotype mesure 2,7 mm de long sur 2,0 mm et l'abdomen 3,2 mm de long sur 1,9 mm et la carapace du mâle paratype mesure 2,4 mm de long sur 1,8 mm et l'abdomen 2,9 mm de long sur 1,4 mm.

## Étymologie
Cette espèce est nommée en l'honneur de Julie Gallon.

## Publication originale
- Davies, 1993 : A new spider genus (Araneae : Amaurobioidea) from rainforests of Queensland, Australia. Memoirs of the Queensland Museum, vol. 33, p. 483-489 (texte intégral).